# Barbara Nkono
Pour les articles homonymes, voir Nkono.
Barbara Nkono, de son nom complet Barbara Etoa Nkono, née le 25 juillet 1959, est une journaliste Camerounaise. De 1979 à 2003, elle a travaillé à CRTV.

## Biographie

### Jeunesse et vie personnelle
Née le 25 juillet 1959, elle est mère de quatre enfants.

### Carrière de journaliste

#### À la radio
De 1979 à 1982, Barbara Nkono est animatrice-reporter à la Radio Nationale de Yaoundé,.

#### Sur CRTV

##### Journal et rédaction
De 1985 à 1987, elle est reporter unité de télévision à Yaoundé. 
En retraite, elle travaille sur des projets liés au secteur de l'informel et de la santé ; elle occupe le poste de chef de la cellule de l'information et communication de l'OMS à Yaoundé.

### Livre audio
- La vendeuse de beignets ; La Bayam-Sellam. - La coiffeuse... [etc.] revendeuse de vivres au marché, Rosalie Mbele Atangana, Organisation internationale de la francophonie [distrib.] , cop. 1994
- Une tontine spéciale ; La gargotière association des femmes débrouillardes, Rosalie Mbele Atangana, Organisation internationale de la francophonie [distrib.] , cop. 1994
- La productrice d'Africa-gin ; La braiseuse de poulets en bordure de la route. - La productrice de Ginjer (liqueur artisanale locale), (jus de gingembre artisanal)... [etc.]Rosalie Mbele Atangana, Organisation internationale de la francophonie [distrib.] , cop. 1994